# اكمة الماجل (السبرة)

تعديل مصدري - تعديل

اكمة الماجل محلة تابعة لقرية سبره بني عاطف، التابعة لعزلة بني عاطف بمديرية السبرة إحدى مديريات محافظة إب في الجمهورية اليمنية.، بلغ تعداد سكانها 148 حسب تعداد اليمن لعام 2004.